# Data.gov

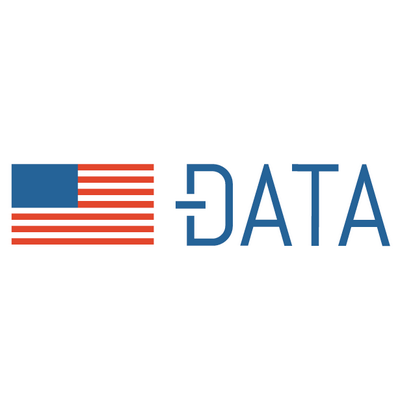
Data.govの公式ロゴ

Data.govは、2009年5月下旬に当時のアメリカ合衆国の連邦最高情報責任者（Federal Chief Information Officer、CIO）だったVivek Kundraが開設したアメリカ合衆国連邦政府のウェブサイトである。Data.govの目的は、連邦政府の行政機関が作成した価値の高いマシンリーダブルなデータセットへのパブリックアクセスを改善することである。ウェブサイトは、連邦政府、州政府、地方政府、部族政府の情報のリポジトリになっており、一般に公開されている。

## 歴史と背景
2009年3月5日、Vivek Kundraが初のアメリカ合衆国連邦情報責任者に任命されると、その後すぐにData.govの設立を発表した。ウェブサイトはU.S. General Services AdministrationとTechnology Transformation Serviceにより管理とホストが行われている。
ウェブサイトにより、アメリカ合衆国の連邦政府にデジタルオープンデータの思想が導入された。書籍『Democratizing Data』は、オープンデータはアメリカ合衆国に「政府とビジネスへの信頼の再構築」を含む恩恵をもたらすと述べている。
Data.govは、開設時の47のデータセットから180,000のデータセットまで成長した。ジェット推進研究所のChief Knowledge ArchitectでNASAのKnowledge ManagementのリードであるJeanne Holmは、以前はData.govのコミュニケーションおよびコラボレーションのリードを務めていた。レンセラー工科大学の人工知能研究者であるJames Hendlerは、当時「インターネットWebエキスパート」と呼ばれ、Data.govが高度なWebテクノロジーを活用する支援をする責務を負っていた。
2019年1月14日、オープンガバメントデータ法（OPEN Government Data Act）がエビデンスに基づく政策立案の基盤法（Foundations for Evidence Based Policymaking Act）の一部として法律になった。オープンガバメントデータ法はData.govをポリシーではなく、法令の要件として定めた。よって、連邦政府機関は、標準化された機械可読データ形式を使用して、Data.govカタログにメタデータが含まれるように、オープンデータとして情報をオンラインで公開することが求められる。Data.govは、連邦政府機関の拡張グループと協力して、新しい法律を実施する際にデータセットをData.govに含めるようにしている。

### Open Government Directive
2009年12月8日にアメリカ合衆国オープン政府命令（U.S. Open Government Directive）が発行され、すべての政府機関は45日以内に最低でも3種類の価値の高いデータセットをオンラインで公開し、data.govに登録しなければならないことが要求された。

### OPEN Government Data Act
2019年1月14日、2018年エビデンスに基づく政策立案の基盤法（エビデンス法、Foundations for Evidence-Based Policymaking Act of 2018 (“Evidence Act”)）が成立した。この法律は、連邦のエビデンス構築活動、オープン政府データ、機密情報の保護、統計の効率などを法的に義務付けることにより、データと連邦政府のエビデンス構築機能を促進するためのコラボレーションと協調の重要性を強調している。
エビデンスに基づく政策立案の基盤法の第2編であるオープンガバメントデータ法は、フリーでオープンなマシンリーダブルなデータへのアクセスを提供することで、追加の機関が法令を遵守することを義務付けている。
さらに、行政管理予算局は、行政管理予算局および一般調達局の管理者と協力して、連邦政府全体でのオープンデータプラクティスの採用を促進するためのツール、ベストプラクティス、スキーマ標準のオンラインリポジトリを開発・メンテナンスすることが義務付けられている。

### アプリ
data.govのデータを使用しているソフトウェアアプリケーションの一覧はdata.gov/applicationsで確認できる。